# 안봉근
안봉근(1966년 ~ )은 대한민국의 대통령비서실 2부속비서관과 홍보비서관을 지낸 인물이다. 정호성·이재만과 함께 문고리 3인방으로 불렸다. 박근혜-최순실 게이트에 대해 검찰 조사를 받았다.
최순실 국정농단 청문회의 증인이었지만, ‘자녀에게 영향을 미쳐 사생활 침해 가능’이라는 근거를 들어 불출석 사유서를 제출하고 불출석하였다.

## 학력
- 진량고등학교 졸업
- 대구대학교 중어중문학과 학사